# المقاعشه الجنوبية (عبس)

تعديل مصدري - تعديل

المقاعشه الجنوبية هي إحدى قرى عزلة بني ثواب بمديرية عبس التابعة لمحافظة حجة، بلغ تعداد سكانها 147 نسمة حسب تعداد اليمن لعام 2004.